# Hille
Hille è un comune di 15 374 abitanti della Renania Settentrionale-Vestfalia, in Germania.
Appartiene al distretto governativo di Detmold ed è parte del circondario di Minden-Lübbecke.